# Asociación Argentina de Hockey sobre Hielo y En Línea

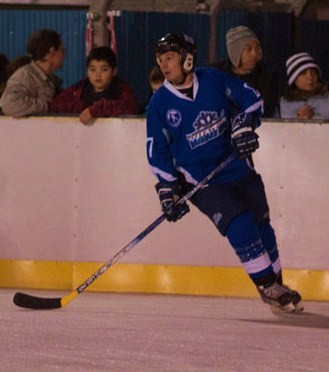

Asociación Argentina de Hockey sobre Hielo y En Línea ordnar med organiserad ishockey och inlinehockey i Argentina. Främst handlar det om inlinehockey. Argentina inträdde den 31 maj 1998 i IIHF.

### Fotnoter
1. ↑  ”Argentina”. International Ice Hockey Federation. http://www.iihf.com/iihf-home/countries/Argentina.html. Läst 9 april 2012.